# Alegeri locale în Republica Moldova, 2023
Alegerile locale generale din 2023 din Republica Moldova au avut loc la data de 5 noiembrie. Pentru localitățile în care nu se va reuși alegerea primarului va avea loc turul 2, pe 19 noiembrie 2023.

## Context
Conform codului electoral în vigoare al Republicii Moldova, mandatul aleșilor locali este de 4 ani. Ultimele alegeri locale au avut loc la data de 20 octombrie 2019 (primul tur). În urma scrutinului, PSRM, PDM, Blocul electoral ACUM Platforma DA–PAS, Partidul Liberal Democrat și Partidul Șor au ocupat cele mai multe mandate. În municipiul Chișinău, Ion Ceban (PSRM) a câștigat alegerile, însă niciun partid nu a obținut o majoritate absolută în Consiliul Municipal Chișinău.
În alegerile locale precedente, au fost aleși în funcție 898 de primari și 1108 de consilieri raionali și municipali.

### Votul electronic
Coaliția Civică pentru Alegeri Libere și Corecte lucrează alături de Comisia Electorală Centrală a Republicii Moldova la un sistem electoral de vot electronic, care să fie testat în cadrul alegerilor locale din 2023 și care să intre în vigoare la scară largă în alegerile prezidențiale din 2024 și cele parlamentare din 2025.
Noul cod electoral al Republicii Moldova urmează să conțină votul electronic, dar și cel prin corespondență. Ministrul justiției, Sergiu Litvinenco, a precizat într-o postare pe Facebook că noul cod electoral ar urma să fie adoptat înainte cu un an de alegerile locale, deci până în octombrie 2022, pentru a corespunde recomandărilor Comisiei de la Veneția cu privire la efectuarea modificărilor în ceea ce privește legislația electorală.
Se estimează că ar fi între 800.000 și un milion de cetățeni ai Republicii Moldova în diaspora cu drept de vot.

### Reforma administrativ-teritorială
Majoritatea parlamentară și-a exprimat o oarecare deschidere în a discuta despre reforma administrativ-teritorială, însă părerile între Maia Sandu, Igor Grosu și Natalia Gavrilița sunt împărțite. Analistul politic și președintele ADEPT, Igor Boțan a declarat că este o reformă foarte complicată care necesită multe resurse.
Deputatul PAS Vladimir Bolea a declarat la sfârșitul anului 2021 că Guvernul are deja un grup de inițiativă și că are 3 propuneri referitoare la reducerea numărului de sate, cel mai probabil fiind scenariul în care din 896 de sate vor rămâne doar 93. De asemenea, în analizele guvernamentale există posibilitatea dizolvării raioanelor și înlocuirea acestora cu 5 unități administrativ-teritoriale mai mari. Parlamentarul a declarat și că reforma ar urma să fie făcută în 2022 pentru ca alegerile locale din 2023 să aibă loc sub noua organizare administrativă.
Șefa guvernului, Natalia Gavrilița, a anunțat în 2023 că o reformă fundamentală nu va mai avea loc până la alegeri, dar că ar putea să fie implementată „amalgamarea voluntară”, respectiv unirea mai multor unități administrativ-teritoriale benevol.

## Rezultate
| Partide și blocuri            | Partide și blocuri                                | Consilii raionale și municipale | Consilii raionale și municipale | Consilii raionale și municipale | Consilii orășenești și sătești | Consilii orășenești și sătești | Consilii orășenești și sătești | Primari   | Primari | Primari |
| Partide și blocuri            | Partide și blocuri                                | Voturi                          | %                               | Locuri                          | Voturi                         | %                              | Locuri                         | Voturi    | %       | Locuri  |
| ----------------------------- | ------------------------------------------------- | ------------------------------- | ------------------------------- | ------------------------------- | ------------------------------ | ------------------------------ | ------------------------------ | --------- | ------- | ------- |
|                               | Partidul Acțiune și Solidaritate                  | 305,077                         | 29.69                           | 357                             | 235,149                        | 28.26                          | 3,189                          | 329,132   | 27.31   | 291     |
|                               | Partidul Socialiștilor din Republica Moldova      | 184,089                         | 17.92                           | 256                             | 160,312                        | 19.26                          | 2,282                          | 147,693   | 12.25   | 145     |
|                               | Mișcarea Alternativa Națională                    | 85,553                          | 8.33                            | 20                              | 13,497                         | 1.62                           | 92                             | 143,626   | 11.92   | 5       |
|                               | Partidul Social Democrat European                 | 65,585                          | 6.38                            | 88                              | 68,410                         | 8.22                           | 1,018                          | 72,310    | 6.00    | 103     |
|                               | Partidul Comuniștilor din Republica Moldova       | 47,184                          | 4.59                            | 48                              | 20,350                         | 2.45                           | 199                            | 13,549    | 1.12    | 7       |
|                               | Partidul Dezvoltării și Consolidării Moldovei     | 45,453                          | 4.42                            | 57                              | 43,446                         | 5.22                           | 573                            | 48,995    | 4.06    | 48      |
|                               | Partidul Nostru                                   | 36,610                          | 3.56                            | 44                              | 20,641                         | 2.48                           | 188                            | 32,309    | 2.68    | 17      |
|                               | Partidul Liberal Democrat din Moldova             | 36,401                          | 3.54                            | 41                              | 34,651                         | 4.16                           | 419                            | 36,086    | 2.99    | 34      |
|                               | Platforma Demnitate și Adevăr                     | 34,558                          | 3.36                            | 39                              | 28,828                         | 3.46                           | 308                            | 40,690    | 3.38    | 20      |
|                               | Partidul „Renaștere”                              | 30,655                          | 2.98                            | 35                              | 27,318                         | 3.28                           | 305                            | 30,103    | 2.50    | 27      |
|                               | Liga Orașelor și Comunelor                        | 17,446                          | 1.70                            | 22                              | 18,789                         | 2.26                           | 192                            | 22,324    | 1.85    | 16      |
|                               | Partidul Schimbării                               | 14,482                          | 1.41                            | 10                              | 10,320                         | 1.24                           | 112                            | 17,965    | 1.49    | 7       |
|                               | Coaliția pentru Unitate și Bunăstare              | 14,212                          | 1.38                            | 10                              | 13,942                         | 1.68                           | 125                            | 18,070    | 1.50    | 10      |
|                               | Forța de Alternativă și de Salvare a Moldovei     | 13,813                          | 1.34                            | 14                              | 6,285                          | 0.76                           | 21                             | 8,335     | 0.69    | 3       |
|                               | Mișcarea “Respect Moldova”                        | 12,657                          | 1.23                            | 11                              | 10,191                         | 1.22                           | 147                            | 12,607    | 1.05    | 19      |
|                               | Partidul Democrația Acasă                         | 10,705                          | 1.04                            | 5                               | 5,000                          | 0.60                           | 53                             | 9,270     | 0.77    | 2       |
|                               | Partidul Democrat Modern din Moldova              | 6,767                           | 0.66                            | 8                               | 7,183                          | 0.86                           | 124                            | 5,847     | 0.49    | 14      |
|                               | Alianța Liberalilor și Democraților pentru Europa | 5,626                           | 0.55                            | 2                               | 5,444                          | 0.65                           | 57                             | 6,628     | 0.55    | 4       |
|                               | Partidul Liberal                                  | 3,833                           | 0.37                            | 1                               | 3,453                          | 0.41                           | 31                             | 4,350     | 0.36    | 3       |
|                               | Blocul electoral „Ruslan Codreanu”                | 3,454                           | 0.34                            | —                               | 464                            | 0.06                           | 3                              | 4,389     | 0.36    | —       |
|                               | Partidul Național Liberal                         | 2,921                           | 0.28                            | 1                               | 2,465                          | 0.30                           | 15                             | 2,382     | 0.20    | 2       |
|                               | Partidul Voința Poporului                         | 2,215                           | 0.22                            | 1                               | 3,076                          | 0.37                           | 22                             | 4,975     | 0.41    | 1       |
|                               | Partidul Acțiunii Comune – Congresul Civic        | 2,518                           | 0.25                            | —                               | 1,363                          | 0.16                           | 12                             | 1,982     | 0.16    | 1       |
|                               | Partidul „Acasă Construim Europa”                 | 2,467                           | 0.24                            | —                               | 607                            | 0.07                           | 4                              | 1,174     | 0.10    | —       |
|                               | Partidul „Pentru Oameni, Natură și Animale”       | 1,620                           | 0.16                            | —                               | 50                             | 0.01                           | —                              | 71        | 0.01    | —       |
|                               | Partidul Verde Ecologist                          | 823                             | 0.08                            | —                               | 801                            | 0.10                           | 7                              | 1,028     | 0.09    | 1       |
|                               | Partidul Național Moldovenesc                     | 623                             | 0.06                            | —                               | 181                            | 0.02                           | 1                              | 1,088     | 0.09    | —       |
|                               | Partidul „Patrioții Moldovei”                     | 606                             | 0.06                            | —                               | 1,253                          | 0.15                           | 11                             | 293       | 0.02    | —       |
|                               | Partidul „Forța Diasporei”                        | 510                             | 0.05                            | —                               | 307                            | 0.04                           | 3                              | 294       | 0.02    | —       |
|                               | Mișcarea Profesioniștilor „Speranța-Надежда”      | 501                             | 0.05                            | —                               | 235                            | 0.03                           | 4                              | 794       | 0.07    | —       |
|                               | Partidul „NOI”                                    | 335                             | 0.03                            | —                               | 416                            | 0.05                           | 3                              | 588       | 0.05    | —       |
|                               | Partidul „Bugeacul Nostru”                        | —                               | —                               | —                               | 3,489                          | 0.42                           | 19                             | 36        | 0.00    | —       |
|                               | Partidul Progresului Național                     | —                               | —                               | —                               | 302                            | 0.04                           | 3                              | 80        | 0.01    | —       |
|                               | Partidul Popular din Republica Moldova            | —                               | —                               | —                               | 415                            | 0.05                           | 2                              | 110       | 0.01    | —       |
|                               | Partidul „Noua Opțiune Istorică”                  | —                               | —                               | —                               | —                              | —                              | —                              | 81        | 0.01    | —       |
|                               | Candidați independenți                            | 38,031                          | 3.70                            | 16                              | 83,535                         | 10.04                          | 449                            | 132,659   | 11.01   | 116     |
| Voturi valide                 | Voturi valide                                     | 1,027,421                       | 93.71                           | —                               | 832,168                        | 92.65                          | —                              | 1,151,895 | 95.56   | —       |
| Voturi invalide/albe          | Voturi invalide/albe                              | 69,007                          | 6.29                            | —                               | 65,975                         | 7.35                           | —                              | 53,455    | 4.44    | —       |
| Total                         | Total                                             | 2,642,340                       | 100.00                          | 1,086                           | 2,140,523                      | 100.00                         | 9,972                          | 2,892,378 | 100.00  | 898     |
| Votanți înregistrați/prezența | Votanți înregistrați/prezența                     | 1,096,428                       | 41.49                           | —                               | 898,143                        | 41.96                          | —                              | 1,205,350 | 41.67   | —       |
| Sursa: cec.md                 |                                                   |                                 |                                 |                                 |                                |                                |                                |           |         |         |

### Consiliile raionale și municipale, după unitate administrativ-teritorială
| Unitate Teritorială                                         | Prezență | PAS    | PSRM   | MAN    | PSDE   | PDCM   | PN     | PR     |
| ----------------------------------------------------------- | -------- | ------ | ------ | ------ | ------ | ------ | ------ | ------ |
| Municipiul Bălți                                            | 38,94%   | 13,59% | 22,14% | —      | 0,50%  | 1,58%  | 24,78% | 5,10%  |
| Municipiul Chișinău                                         | 41,16%   | 32,88% | 9,64%  | 33,25% | 0,58%  | 1,21%  | 1,72%  | 2,64%  |
| ↳ Sectorul Botanica                                         | 40,83%   | 26,21% | 11,77% | 38,12% | 0,51%  | 1,20%  | 1,67%  | 3,82%  |
| ↳ Sectorul Buiucani                                         | 39,95%   | 33,73% | 9,90%  | 33,60% | 0,65%  | 1,23%  | 1,69%  | 2,66%  |
| ↳ Sectorul Centru                                           | 40,52%   | 34,69% | 10,12% | 31,84% | 0,52%  | 1,44%  | 1,69%  | 2,74%  |
| ↳ Sectorul Ciocana                                          | 39,25%   | 33,64% | 9,77%  | 34,95% | 0,52%  | 1,02%  | 1,73%  | 2,23%  |
| ↳ Sectorul Rîșcani                                          | 41,52%   | 30,52% | 11,76% | 34,26% | 0,64%  | 1,33%  | 1,78%  | 3,46%  |
| ↳ Suburbia Municipiului Chișinău                            | 43,88%   | 39,55% | 5,07%  | 26,81% | 0,65%  | 1,06%  | 1,75%  | 0,94%  |
| Anenii Noi                                                  | 40,66%   | 31,72% | 23,07% | —      | 3,53%  | 2,52%  | 2,83%  | —      |
| Basarabeasca                                                | 36,42%   | 21,00% | 21,74% | —      | 1,76%  | —      | 8,89%  | 9,57%  |
| Briceni                                                     | 41,25%   | 18,97% | 45,28% | —      | 4,05%  | —      | 3,92%  | 3,58%  |
| Cahul                                                       | 37,48%   | 35,37% | 22,24% | —      | 0,74%  | 3,05%  | —      | —      |
| Cantemir                                                    | 36,64%   | 35,82% | 12,90% | —      | 8,89%  | 10,08% | 4,03%  | 2,88%  |
| Călărași                                                    | 37,93%   | 44,06% | 18,67% | —      | 1,10%  | 7,09%  | —      | 2,56%  |
| Căușeni                                                     | 40,27%   | 29,75% | 15,00% | —      | 11,74% | —      | —      | —      |
| Cimișlia                                                    | 35,27%   | 37,33% | 7,77%  | —      | 16,36% | —      | —      | 1,44%  |
| Criuleni                                                    | 47,07%   | 41,06% | 15,57% | —      | 8,22%  | 1,85%  | —      | —      |
| Dondușeni                                                   | 50,21%   | 24,47% | 55,24% | —      | 0,94%  | 2,73%  | —      | —      |
| Drochia                                                     | 41,45%   | 19,10% | 21,75% | —      | 4,90%  | 7,74%  | 15,62% | 5,23%  |
| Dubăsari                                                    | 43,45%   | 24,60% | 27,06% | —      | 2,61%  | 18,15% | —      | —      |
| Edineț                                                      | 43,94%   | 13,84% | 30,69% | —      | 15,34% | 5,10%  | —      | 4,79%  |
| Fălești                                                     | 43,92%   | 16,16% | 19,61% | —      | 18,69% | 1,78%  | 23,76% | 3,94%  |
| Florești                                                    | 43,54%   | 22,37% | 20,03% | —      | —      | 10,34% | 6,77%  | 1,89%  |
| Glodeni                                                     | 43,69%   | 21,73% | 21,32% | —      | 2,62%  | 30,37% | 13,56% | 2,91%  |
| Hîncești                                                    | 37,96%   | 32,92% | 8,92%  | —      | 23,45% | 10,20% | —      | 1,54%  |
| Ialoveni                                                    | 43,50%   | 45,45% | 7,05%  | —      | 8,25%  | 7,74%  | —      | —      |
| Leova                                                       | 38,76%   | 34,32% | 14,35% | —      | 15,02% | —      | —      | 3,32%  |
| Nisporeni                                                   | 40,03%   | 32,24% | 7,05%  | —      | 27,32% | 6,20%  | —      | 1,44%  |
| Ocnița                                                      | 46,67%   | 15,93% | 50,86% | —      | 3,71%  | 4,62%  | 2,46%  | 7,14%  |
| Orhei                                                       | 43,09%   | 30,74% | 5,24%  | —      | 1,50%  | 5,06%  | —      | 8,71%  |
| Rezina                                                      | 46,03%   | 24,65% | 17,87% | —      | 0,71%  | 18,86% | —      | 1,04%  |
| Rîșcani                                                     | 44,92%   | 18,35% | 37,65% | —      | 14,94% | 3,82%  | 7,94%  | 3,24%  |
| Sîngerei                                                    | 40,45%   | 34,63% | 19,48% | —      | 3,60%  | 1,93%  | 4,06%  | 2,68%  |
| Soroca                                                      | 43,40%   | 25,60% | 44,11% | —      | 5,26%  | 2,76%  | 1,82%  | —      |
| Strășeni                                                    | 41,22%   | 47,91% | 10,05% | —      | 6,25%  | 6,56%  | 3,87%  | —      |
| Șoldănești                                                  | 47,37%   | 25,00% | 18,84% | —      | 28,73% | 5,12%  | —      | 0,70%  |
| Ștefan Vodă                                                 | 40,24%   | 32,21% | 20,63% | —      | 14,85% | —      | —      | 4,19%  |
| Taraclia                                                    | 44,53%   | 3,37%  | 34,74% | —      | —      | 6,30%  | —      | 38,92% |
| Telenești                                                   | 43,33%   | 37,85% | 6,44%  | —      | 10,63% | —      | —      | 3,64%  |
| Ungheni                                                     | 41,32%   | 27,85% | 17,88% | —      | 11,23% | 5,87%  | —      | —      |
| Total                                                       | 41,49%   | 29,69% | 17,93% | 8,33%  | 6,38%  | 4,42%  | 3,56%  | 2,98%  |
| Sursă: CEC Arhivat în 6 noiembrie 2023, la Wayback Machine. |          |        |        |        |        |        |        |        |

Harta prezenței la vot pe raion
Rezultatele pentru Partidul Acțiune și Solidaritate pe raion:      40–50%     30–40%     20–30%     10–20%     0–10%
Rezultatele pentru Partidul Socialiștilor din Republica Moldova pe raion:      50–60%     40–50%     30–40%     20–30%     10–20%     0–10%
Rezultatele pentru Mișcarea Alternativa Națională pe raion:      30–40%     20–30%
Rezultatele pentru Partidul Social Democrat European pe raion:      20–30%     10–20%     0–10%
Rezultatele pe fiecare unitate administrativ-teritorială cu partidele care trec pragul de 5% național

### Municipiul Chișinău
Alegerile locale din municipiul Chișinău au fost câștigate din primul tur de actualul edil, Ion Ceban, din partea Mișcării Alternativa Națională (MAN), care a acumulat 132.802 voturi (50,62%).